# HD 126614 A b
HD 126614 A b (HIP 70623 A b) — экзопланета в тройной системе HD 126614, вращающаяся вокруг оранжевого карлика HD 126614 A. Находится на расстоянии приблизительно 236 световых лет от Солнца в созвездии Девы. Она была открыта в 2009 году, 13 ноября. Орбита планеты очень вытянута; удалённость от звезды варьирует в пределе от 0,94 а. е. до 3,61 а. е.